# سیلی (تگزاس)
سیلی، تگزاس (به انگلیسی: Sealy, Texas) شهری در ایالت تگزاس از ایالات جنوبی ایالات متحده آمریکا است. در سرشماری سال ۲۰۰۰، جمعیت این شهر ۵۲۴۸ نفر اعلام شد.